# ギャラティン (テネシー州)
ギャラティン（英: Gallatin）は、アメリカ合衆国テネシー州の都市。サムナー郡の郡庁所在地である。人口は4万4431人（2020年）。州都ナッシュビルの北東45キロメートルにあり、統計上はナッシュビル都市圏に含まれる。

## 歴史
1802年にサムナー郡の郡庁所在地に選ばれ町の歴史が始まった。カンバーランド川に面して河岸があり水運の拠点になった。1815年に法人化し「ギャラティン町」が誕生した。町名は政治家アルバート・ギャラティンに由来している。

## 経済
ギャラティンにはFacebookのデータセンターがある。また、銃器メーカーベレッタの工場がある 。

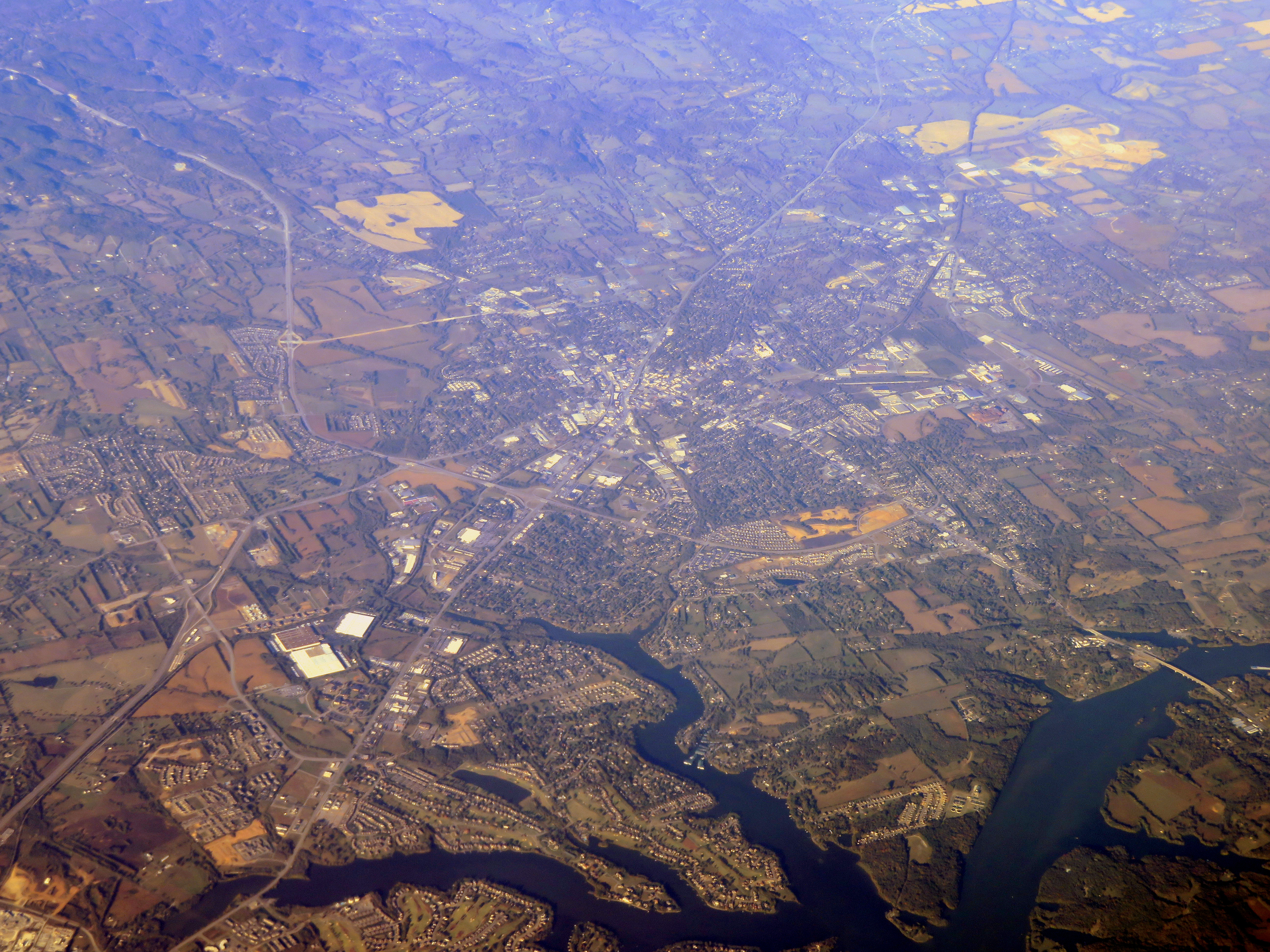
上空から

## 関係者
- ウィリアム・F・ハガティ：駐日大使
- ヒュール・ハウザー：テレビ司会者
- テニーズ・サンドグレン：テニス選手
- ジョン・W・ローガン：長身のアメリカ人